# 刘文 (楚王)
劉文，是漢朝宗室，漢宣帝之孫，楚孝王劉囂之子。
前25年，劉囂病故，楚王的爵位由劉文繼承。但劉文享國不長，前23年過世，谥号懷，是為楚懷王。劉文無子，朝廷立其弟平陸侯劉衍為楚王。